# David Porter (sjömilitär)

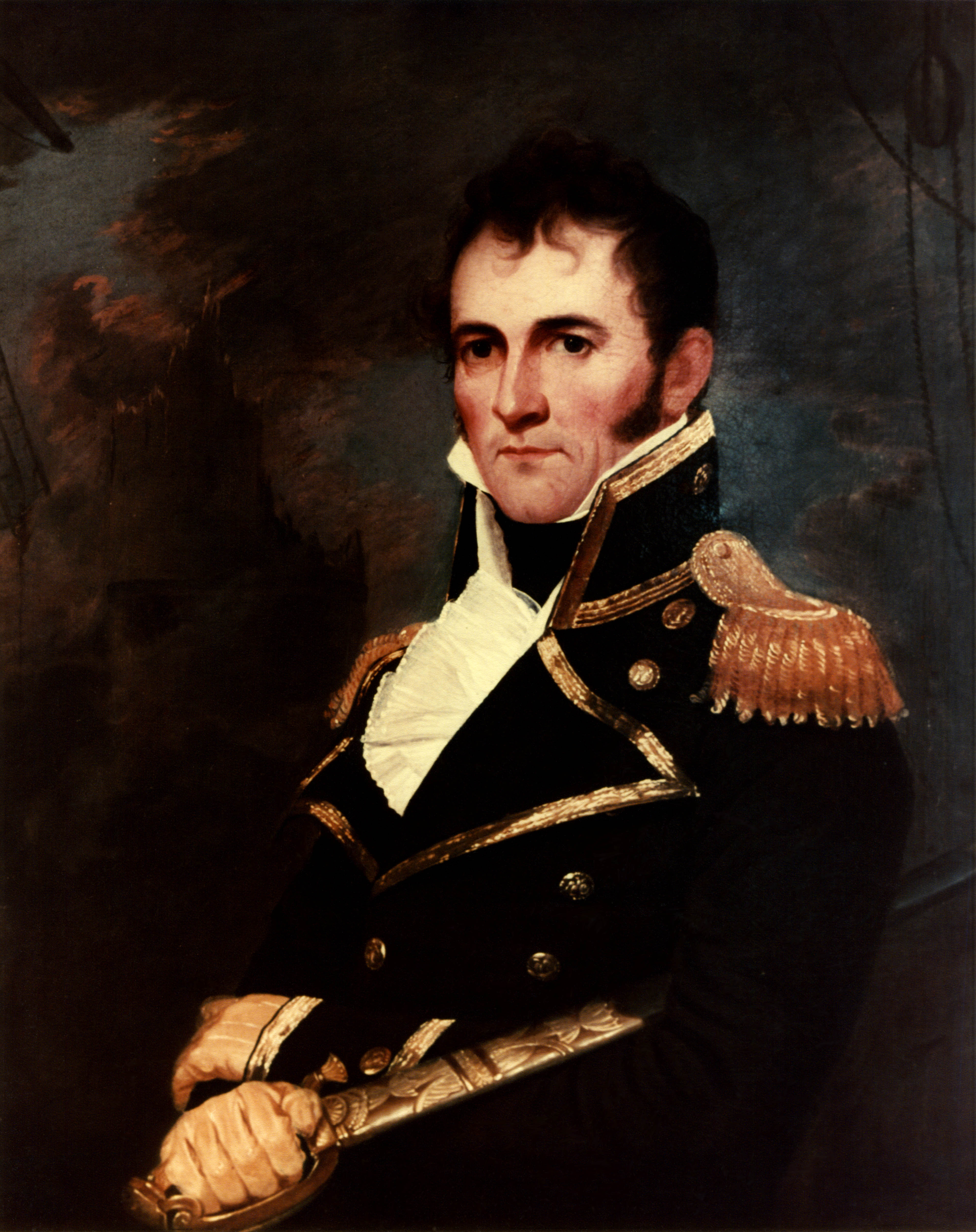
David Porter.

David Porter, född den 1 februari 1780 i Boston, död den 3 mars 1843 i Pera, var en amerikansk sjömilitär och diplomat. Han var far till David Dixon Porter och farbror till Fitz John Porter. 
Porter inträdde 1798 i marinens tjänst, deltog 1803 i expeditionen till Tripolis och var där fången till 1805. Han vann under kriget mot England 1812-1814 som befälhavare på fregatten "Essex" stort rykte genom uppbringande av en mängd brittiska handelsfartyg i Atlanten och Stilla oceanen. Under en expedition till Västindien 1823-1824 för undertryckande av sjöröveri kom Porter i skarp konflikt med de spanska myndigheterna, hemkallades och dömdes till suspension. Han tog kort därpå avsked och var 1826-1829 befälhavare över Mexikos flotta. Han blev 1830 amerikansk generalkonsul i Alger samt 1831 chargé d'affaires och 1841 minister i Konstantinopel. Sonen D.D. Porter utgav "Memoir of commodore David Porter" (1875).  